# Бутузова, Клавдия Николаевна
Клавдия Николаевна Бутузова (19 декабря 1907, Тульская область — 30 июня 1987) — советский архитектор и партийный деятель. Главный редактор журнала «Жилищное и коммунальное хозяйство».

## Биография
Клавдия Николаевна Бутузова родилась 19 декабря 1907 года в селе Спешнево Тульской области. В 1920-х годах работала резинщицей на московском заводе «Каучук». Там она вступила в Комсомол и вскоре была избрана комсомольским вожаком.
В 1929 году, после вступления в ВКП(б), Клавдия Бутузова покинула завод и была избрана членом пленума Хамовнического райкома ВЛКСМ, членом районного комитета комсомола и заведующей агитпропотделом. В 1931—1936 годах училась в Московском архитектурном институте. За время учёбы дважды избиралась секретарём вузовского комитета комсомола.
После окончания института Клавдия Бутузова была направлена на строительство шлюзов канала Москва-Волга, принимала участие в проектировании Химкинского речного вокзала. С 1938 года — начальница архитектурно-конструкторского отдела строительства Южного порта. С 1939 года — освобождённый секретарь парткома строительства Южного порта.
В 1940—1944 годах — член пленума райкома ВКП(б) Пролетарского района, секретарь по кадрам и второй секретарь районного комитета партии. С 1944 по 1955 год была заместителем заведующего отделом, а затем — заведующей отделом городского хозяйства Московского городского комитета ВКП(б). В 1949—1951 годах — член Московской областной ревизионной комиссии ВКП(б). Избиралась депутатом Моссовета третьего и четвёртого созывов (1950—1954). Член Московского городского комитета КПСС с 1951 по 1954 годы. Член Союза архитекторов СССР с 1955 года. С 1955 по 1966 год работала в аппарате ЦК КПСС. Занимала должности заместителя, а затем первого заместителя заведующего поделом строительства. Занималась вопросами развития архитектуры, градостроительства и жилищно-коммунального хозяйства.
Спустя несколько месяцев после выхода на пенсию в 1966 году вступила в должность главного редактора журнала «Жилищное и коммунальное хозяйство».
Жила в Москве по адресу: улица Горького, дом 8. Умерла 30 июня 1987 года.

## Награды
- два ордена Трудового Красного Знамени[3]
- орден Красной Звезды (1945) — за успешное выполнение заданий Государственного Комитета Обороны по производству стрелкового вооружения для Красной Армии[5][3]
- два ордена «Знак Почёта»[2]
- медаль «За трудовую доблесть»[3]